# Ванин, Василий Павлович
Василий Павлович Ванин (1912—?) — сержант Рабоче-крестьянской Красной Армии, участник Великой Отечественной войны, Герой Советского Союза (1944), лишён звания в 1949 году.

## Биография
Родился в 1912 году в деревне Трескино (ныне — Инжавинский район Тамбовской области). Окончил четыре класса начальной школы. В 1935 году за хулиганство был осуждён к 1 году лишения свободы. В 1940 году он вновь был привлечён по подозрению в совершении кражи. Проживал в Сталинградской области, работал пекарем.
В октябре 1941 года призван на службу в Рабоче-крестьянскую Красную Армию Городищенским районным военным комиссариатом Сталинградской области. С 1942 года — на фронтах Великой Отечественной войны. Принимал участие в боевых действиях в составе Донского и Воронежского фронтов, к лету 1943 года был понтонёром 134-го отдельного моторизованного понтонно-мостового батальона 6-й понтонной бригады Резерва Главного Командования.
26 — 27 июля 1943 года в районе Ахтырка-Детгородок участвовал в наводке понтонного моста вместо разрушенного немецкими войсками. В течение 18 часов, 10 из которых — в воде, он непрерывно работал по наведению моста, в результате чего восстановление 10 разрушенных опор были восстановлены досрочно. За это он был награждён медалью «За боевые заслуги».
Отличился во время битвы за Днепр. 26 сентября 1943 года, несмотря на сильные артиллерийский и пулемётный огонь, участвовал в сборке 30-тонного перевозного парома, носил 75-килограммовые щиты в одиночку на расстояния до 100 метров. Когда сборка парома подходила к концу, взрывом были повреждёны около 10 полупонтонов. Бросился в воду и под пулемётным огнём заделал деревянными пробками более 30 пробоин. Благодаря Ванину паром был своевременно собран, и танки, артиллерия, боеприпасы и продовольствие были вовремя переброшены на другой берег Днепра. С 26 сентября по 15 октября работал на обеспечении переправы советских войск через Днепр, с риском для собственной жизни. 18 октября 1943 года расчёт красноармейца Ванина досрочно собрал 16-тонный паром и первым ввёл его в линию понтонного моста.
Указом Президиума Верховного Совета СССР «О присвоении звания Героя Советского Союза генералам, офицерскому, сержантскому и рядовому составу Красной Армии» от 10 января 1944 года за «образцовое выполнение боевых заданий командования на фронте борьбы с немецко-фашистскими захватчиками и проявленные при этом отвагу и геройство» был удостоен высокого звания Героя Советского Союза с вручением ордена Ленина и медали «Золотая Звезда».
16 апреля 1945 года принимал участие в форсировании реки Нейсе в районе Лейно. Несмотря на массированный огонь немецких войск, расположившихся всего в 80 метрах от места наведения переправы, первым собрал конструкцию и повёл её к противоположному берегу реки для ввода в линию моста. За участие в этом бою сержант Ванин был награждён орденом Красной Звезды.
В ноябре 1945 года был демобилизован. Проживал в Сталинграде, некоторое время работал заведующим пекарней. 
Начиная с декабря 1945 года, совершил несколько преступлений: кражу оружия у сотрудника милиции, несколько грабежей прохожих, изнасилование. Последнее время перед задержанием нигде не работал. В декабре 1947 года был задержан. 9 марта 1948 года народный суд 1-го участка Сталинского района Сталинграда приговорил его по совокупности статей к 10 годам исправительно-трудовых лагерей.
Указом Президиума Верховного Совета СССР от 4 июля 1949 года был лишён звания Героя Советского Союза и всех государственных наград. Дальнейшая судьба не установлена.